# Bad Laasphe
Bad Laasphe è una città di 13 337 abitanti della Renania Settentrionale-Vestfalia, in Germania.
Appartiene al distretto governativo (Regierungsbezirk) di Arnsberg ed al circondario (Kreis) di Siegen-Wittgenstein (targa SI).